# Trellius palawani
Trellius palawani är en insektsart som beskrevs av Andrej Vasiljevitj Gorochov 2004. Trellius palawani ingår i släktet Trellius och familjen syrsor. Inga underarter finns listade i Catalogue of Life.